# 霹雳炮

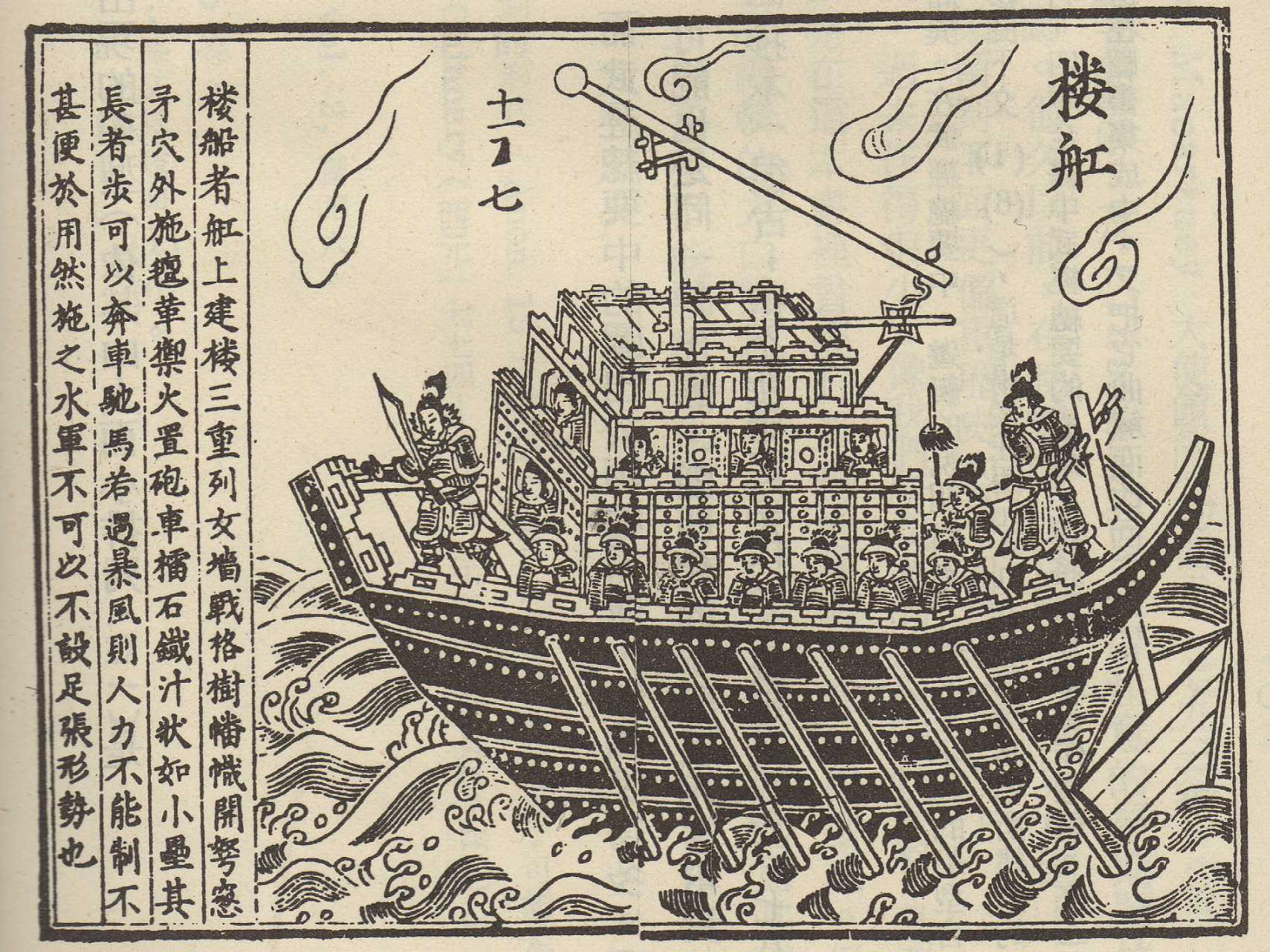
载有霹雳炮的南宋樓船。

霹靂炮，又稱火藥火毬，宋末年所發展出來的火炮，威力巨大，聲如霹靂，故稱之，由扭力投石机投射出。靖康元年（1126年），金入圍攻汴京，李綱在守城時曾用霹靂炮、紹興末年（1161年）虞允文領導的采石之戰中都立下戰功。
北宋開寶三年（970年）馮繼升發明火箭法，開寶八年（975年），宋朝在攻打滅南唐時使用了“火炮彈的稱”和“火箭”。1000年唐福製造了火箭、火球、火蒺藜，1002年石普製成火球，火箭。北宋政府在建康府（今江蘇南京）、江陵府（今湖北江陵）等城市建立了火藥製坊，製造了火藥箭，火炮等以燃燒性能為主的武器，宋敏求在《東京記》載，京城開封有製造火藥的工廠，叫“火藥窯子作”。
靖康元年（1126年）李綱用霹靂炮擊退金兵，“夜發霹靂炮以擊賊，軍皆驚呼”。
南宋绍兴三十一年（1161年），宋军已经将霹雳炮装备在水师舰船上。金海陵王完颜亮撕毁《绍兴和议》伐宋时，虞允文在采石磯反击金军渡江，“舟中忽放一霹雳炮，盖以纸为之，……自空而下，……其声如雷，纸裂而石灰散为烟雾，眯其人马之目，人物不相见。……逐大败之”。